# Енрике Балестреро
Енрике Педро Балестреро Грифо (18. јануар 1905 - 11. октобра 1969) био је уругвајски фудбалер који је играо као голман.
Дебитовао је на утакмици против Аргентине 25. маја 1930. године, а последњу утакмицу је одиграо такође против Аргентине, 23. јануара 1937. године.
Био је члан тима Уругваја који је освојио ФИФА светски куп 1930. године. Играо је у све четири утакмице турнира, укључујући коначну победу против Аргентине.

## Титуле и награде

### Међународне
- ФИФА Светски куп: 1930
- Првенство Јужне Америке: 1935

### Појединачне
- 1930 ФИФА светски куп Ол стар састав